# Astronesthes similus
Astronesthes similus és una espècie de peix de la família dels estòmids i de l'ordre dels estomiformes.

## Morfologia
- Els mascles poden assolir 15 cm de longitud total.[4][5]

## Hàbitat
És un peix marí i d'aigües profundes que viu fins als 850 m de fondària.

## Distribució geogràfica
Es troba a l'est del Golf de Mèxic i el Carib, incloent-hi les Antilles.